# Bambooflat
Bambooflat è una città censuaria indiana di 6.790 abitanti, nel distretto di Andaman Meridionale, nello territorio federato delle Andamane e Nicobare. In base al numero di abitanti la città rientra nella classe V (da 5.000 a 9.999 persone).

## Geografia fisica
La città è situata a 11° 41' 60 N e 92° 43' 0 E e ha un'altitudine di 47 m s.l.m.

## Società

### Evoluzione demografica
Al censimento del 2001 la popolazione di Bambooflat assommava a 6.790 persone, delle quali 3.620 maschi e 3.170 femmine. I bambini di età inferiore o uguale ai sei anni assommavano a 794, dei quali 414 maschi e 380 femmine. Infine, coloro che erano in grado di saper almeno leggere e scrivere erano 4.890, dei quali 2.770 maschi e 2.120 femmine..